# Felix Pirani
Felix Arnold Edward Pirani (* 2. Februar 1928 in London; † 31. Dezember 2015) war ein britischer theoretischer Physiker, der sich mit Gravitationsphysik und Allgemeiner Relativitätstheorie (AR) beschäftigte.
Piranis Familie ging vor Ausbruch des Zweiten Weltkriegs nach Kanada. Er studierte an der University of Western Ontario (Bachelor 1948), der University of Toronto (Masterabschluss 1949) und wurde 1951 bei Alfred Schild am Carnegie Institute of Technology promoviert (D. Sc. über kanonische Quantisierung der Gravitation) und ein zweites Mal (Ph.D. Cantab) 1956 bei Hermann Bondi an der Universität Cambridge (The relativistic basis of mechanics). Als Post-Doktorand war er am Institute for Advanced Study in Dublin bei Erwin Schrödinger (und John Synge) und an der University of North Carolina in Chapel Hill (1959) bei Bryce DeWitt. Ab 1958 war er am King’s College London (als Kollege von Bondi), von 1961 bis 1967 als Reader in Mathematik und seit 1968 Professor für Rationale Mechanik.
1959 erschien eine grundlegende Arbeit über Gravitationswellen-Lösungen in der AR mit Bondi und Ivor Robinson. Sie zeigten mathematisch die Existenz ebener Gravitationswellenlösungen. 1957 gelangt er unabhängig zu den Resultaten von A. Petrow über die Klassifizierung des Weyl-Tensors in der AR (wie auch andere Autoren).
1972 zeigte er mit Jürgen Ehlers und Alfred Schild, dass sich die Raum-Zeit-Geometrie der Allgemeinen Relativitätstheorie aus einfachen Messvorgängen mit Lichtstrahlen und frei fallenden Teilchen konstruieren lässt.
Er schrieb auch populärwissenschaftliche Bücher für Kinder und besorgte Neuauflagen von Bertrand Russells ABC of relativity. Außerdem war er ab den 1960er Jahren als Wissenschaftler politisch im linken Spektrum aktiv, unter anderem gründete er Anfang der 1970er Jahre die British Society for Social Responsibility in Science, war in der Gruppe um P. M. S. Blackett aktiv und beriet das Institute of Strategic Studies in wissenschaftlichen Fragen zur Abrüstung.

## Schriften
- Gravitational Radiation, in Louis Witten (Herausgeber) Gravitation - an introduction to current research, 1962
- Introduction to gravitational radiation theory in Trautman, Pirani, Bondi Lectures on General Relativity, Brandeis Summer Institute 1964, Band 1, S. 249, Prentice-Hall
- mit M. Crampin Applicable differential geometry, London Mathematical Society Lecture Notes, Band 59, Cambridge University Press 1986
- mit Christine Roche: The universe for beginners, Allen and Unwin 1993
- mit Christine Roche Introducing the universe, Totem Books 2002
- Einführung in die Theorie der Gravitationsstrahlung, Physikalische Blätter, März 1961